# 古泉迦十
古泉 迦十（こいずみ かじゅう、1975年 -）は、日本の小説家、推理作家。

## 経歴
2000年、イスラム世界のスーフィーを題材にした『火蛾』で第17回メフィスト賞を受賞してデビュー。独特の文体や世界構築が注目を浴び、高い評価を得た。その後の作品発表はなく消息は不明だったが、2011年にメフィスト賞受賞者どうしの会合に参加していたことがわかっている。
2024年、24年ぶりの新作となる『崑崙奴』を刊行した。2025年、同作で第78回日本推理作家協会賞（長編および連作短編集部門）を受賞。

## 文学賞受賞・候補歴
- 2000年 - 『火蛾』で第17回メフィスト賞を受賞

- 2025年 - 『崑崙奴』で第78回日本推理作家協会賞（長編および連作短編集部門）を受賞

## ミステリ・ランキング

### 週刊文春ミステリーベスト10
- 2000年 - 『火蛾』10位

### このミステリーがすごい!
- 2001年 - 『火蛾』14位

### 本格ミステリ・ベスト10
- 2001年 - 『火蛾』2位

### 本格ミステリこれがベストだ!
- 2001年 - 『火蛾』1位

## 作品リスト

### 単行本
- 『火蛾』（講談社ノベルス、2000年9月 ISBN 978-4-06-182149-1 / 講談社文庫、2023年5月 ISBN 978-4-06-531314-5）
- 『崑崙奴』（星海社FICTIONS、2024年11月 ISBN 978-4-06-533855-1）